# 吉林龙湾

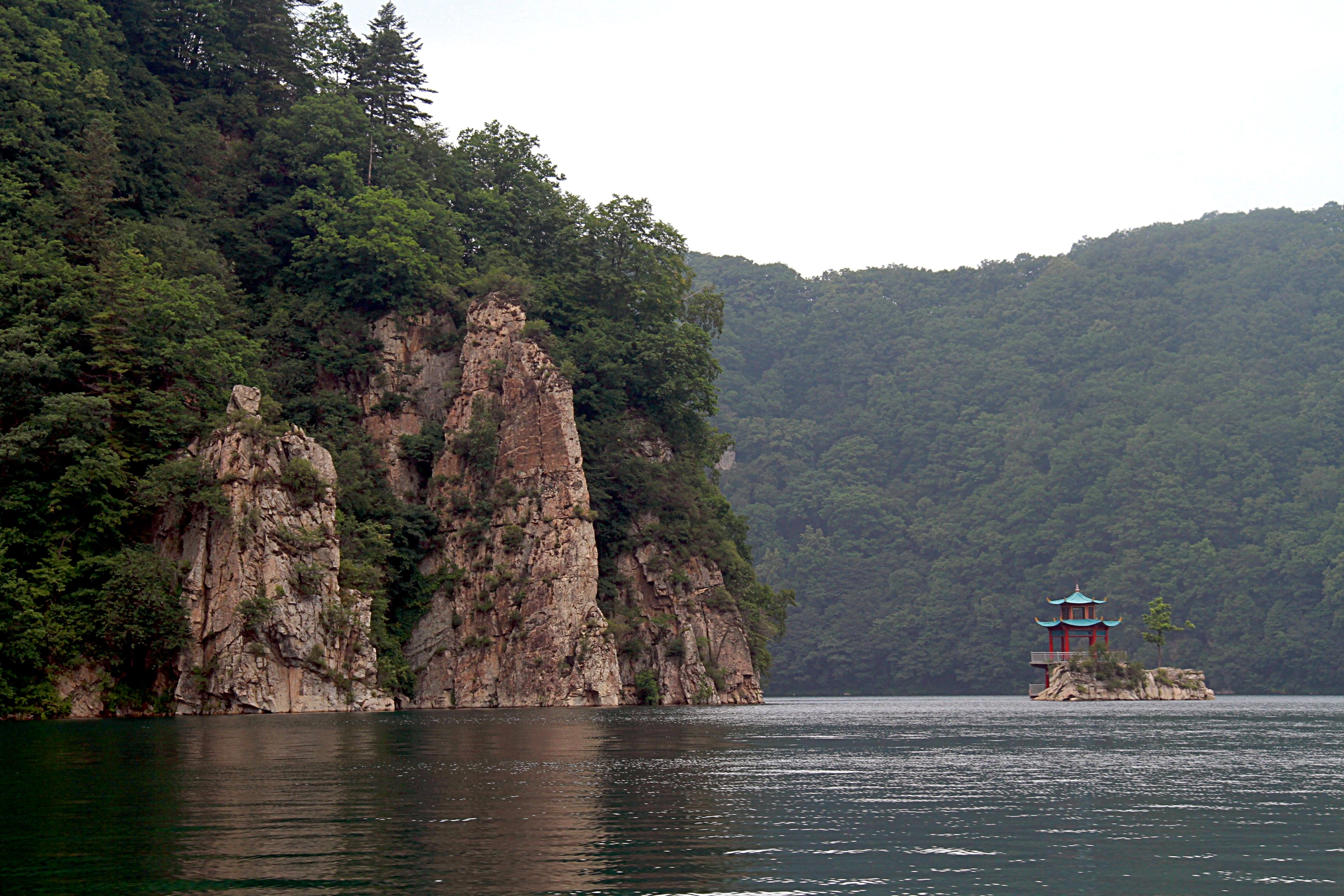
三角龍灣

吉林龙湾位于中华人民共和国吉林省南部龙岗山脉中段，是由8个称为“龙湾”的火山口湖（玛珥湖）组成，分布于辉南县和靖宇县两县境内。属于国家级自然保护区。吉林龙湾群形成于早更新世晚期至中更新世早期的火山喷发，是中国目前已发现的最大的玛珥湖群。

## 龙湾
- 大龙湾（42°20′N 126°24′E / 42.333°N 126.400°E）：位于辉南县金川镇境内，面积81公顷，水面海拔625米，最大水深97米。是龙湾群中面积最大的一个。
- 三角龙湾（42°22′N 126°26′E / 42.367°N 126.433°E）：位于辉南县金川镇境内，面积48公顷，水面海拔722米，最大水深97米。
- 二龙湾（42°18′N 126°22′E / 42.300°N 126.367°E）：位于辉南县金川镇南部。
- 小龙湾（42°17′N 126°21′E / 42.283°N 126.350°E）：位于辉南县金川镇南部，最大水深20米，是最浅的一个龙湾。
- 东龙湾（42°25′N 126°30′E / 42.417°N 126.500°E）：位于辉南县抚民镇南部，最大水深107米，是最深的一个龙湾。
- 南龙湾（42°24′N 126°28′E / 42.400°N 126.467°E）：位于辉南县抚民镇南部。
- 龙泉龙湾（42°24′N 126°36′E / 42.400°N 126.600°E）：位于靖宇县龙泉镇境内。
- 四海龙湾（42°17′N 126°36′E / 42.283°N 126.600°E）：位于靖宇县蒙江乡西南部。

其中辉南县的6个龙湾于1992年辟为吉林龙湾国家森林公园，2005年评为国家4A级旅游景区，2015年入选“IUCN自然保护地绿色名录”。